# Comesoma simile
Comesoma simile is een rondwormensoort uit de familie van de Comesomatidae.